# 书桌
书桌是家具的一种，也称为写字檯。书桌是人们用于阅读和书写的桌子的总称。书桌通常带有抽屉，用来存放各种文书和用具。多数书桌是供单人使用的。
随着电脑的普及，电脑桌和书桌的界线现在越来越模糊，很多书桌也被用来安放电脑。

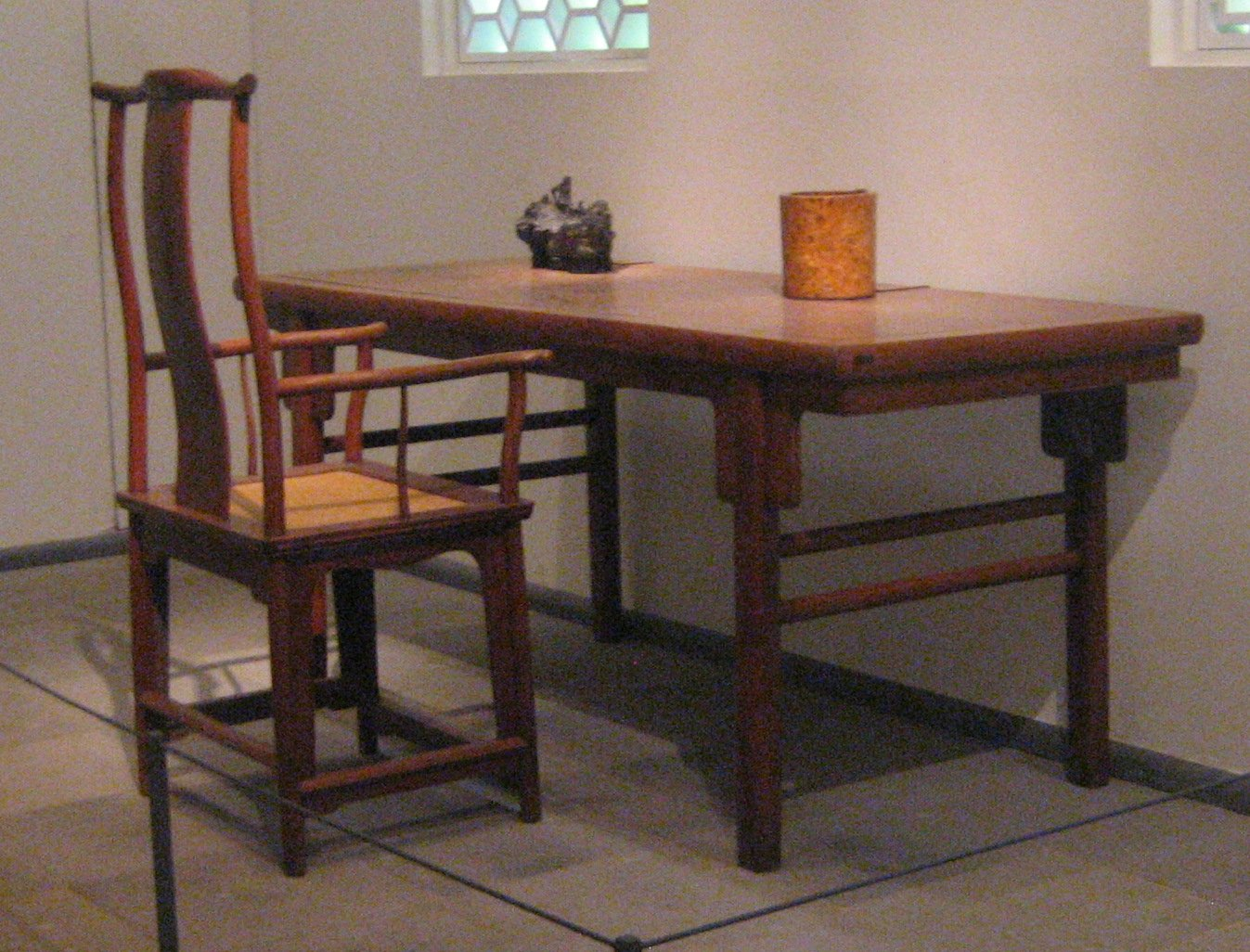
中式書桌
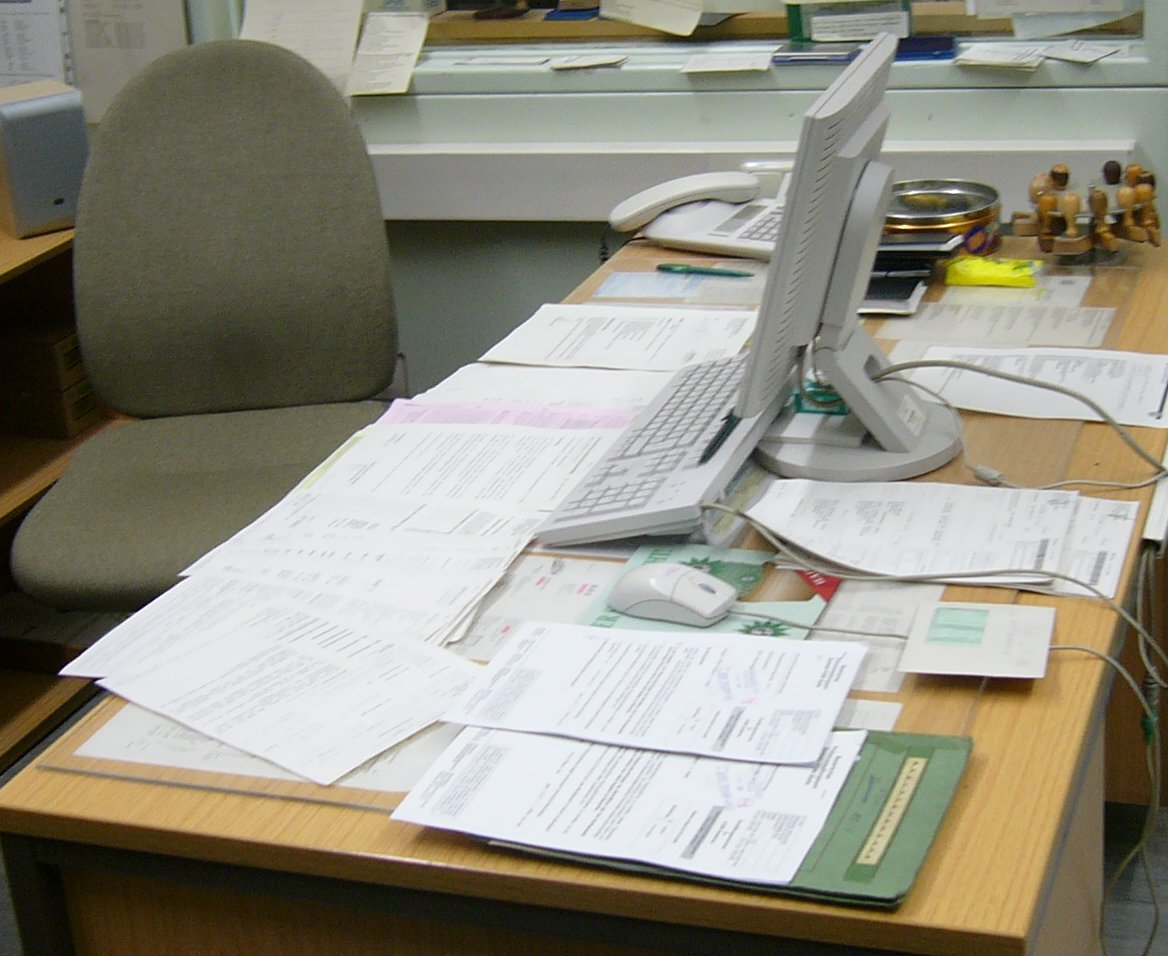
辦公室安放電腦的書桌
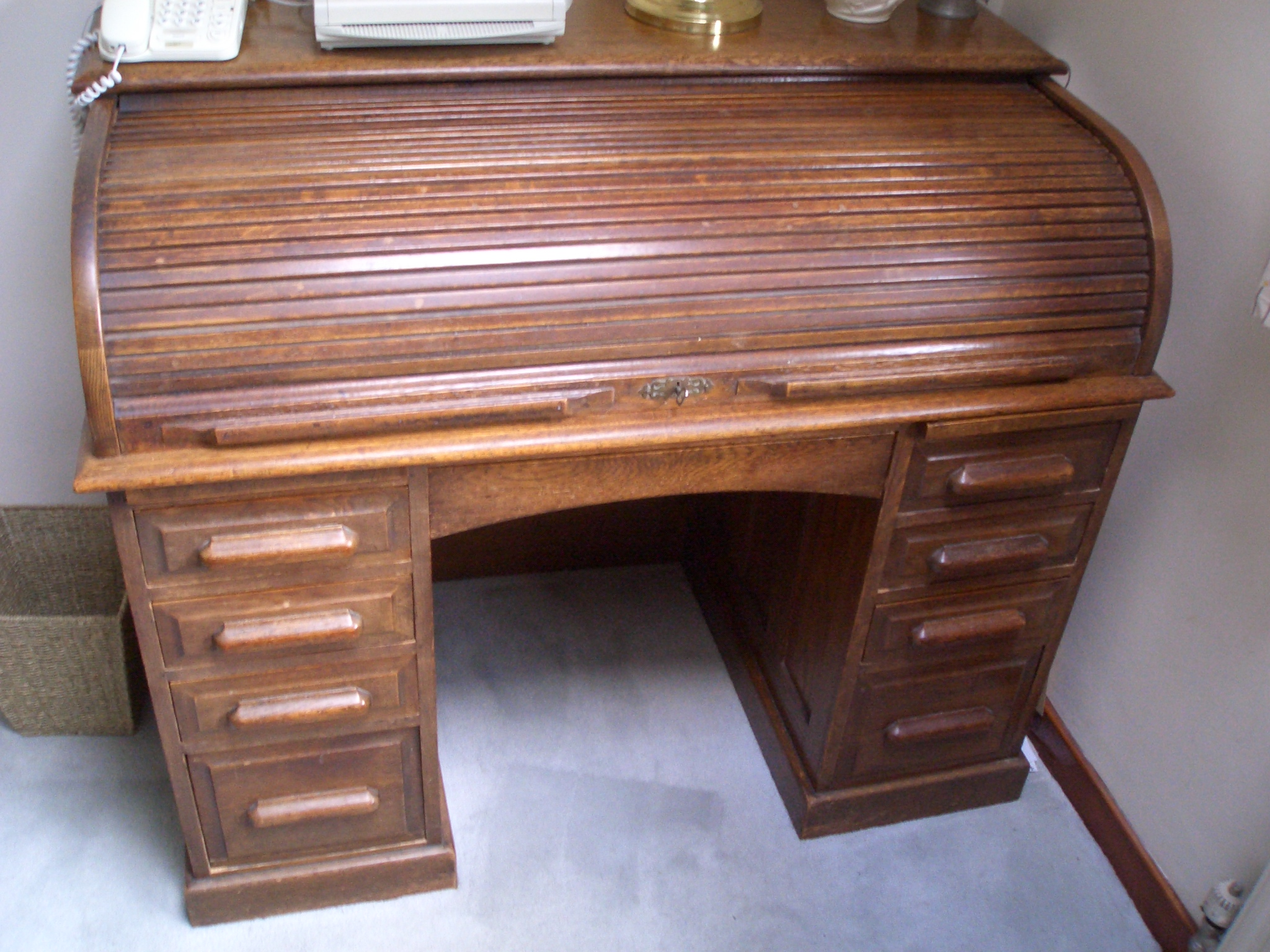
古典捲趟門式書桌
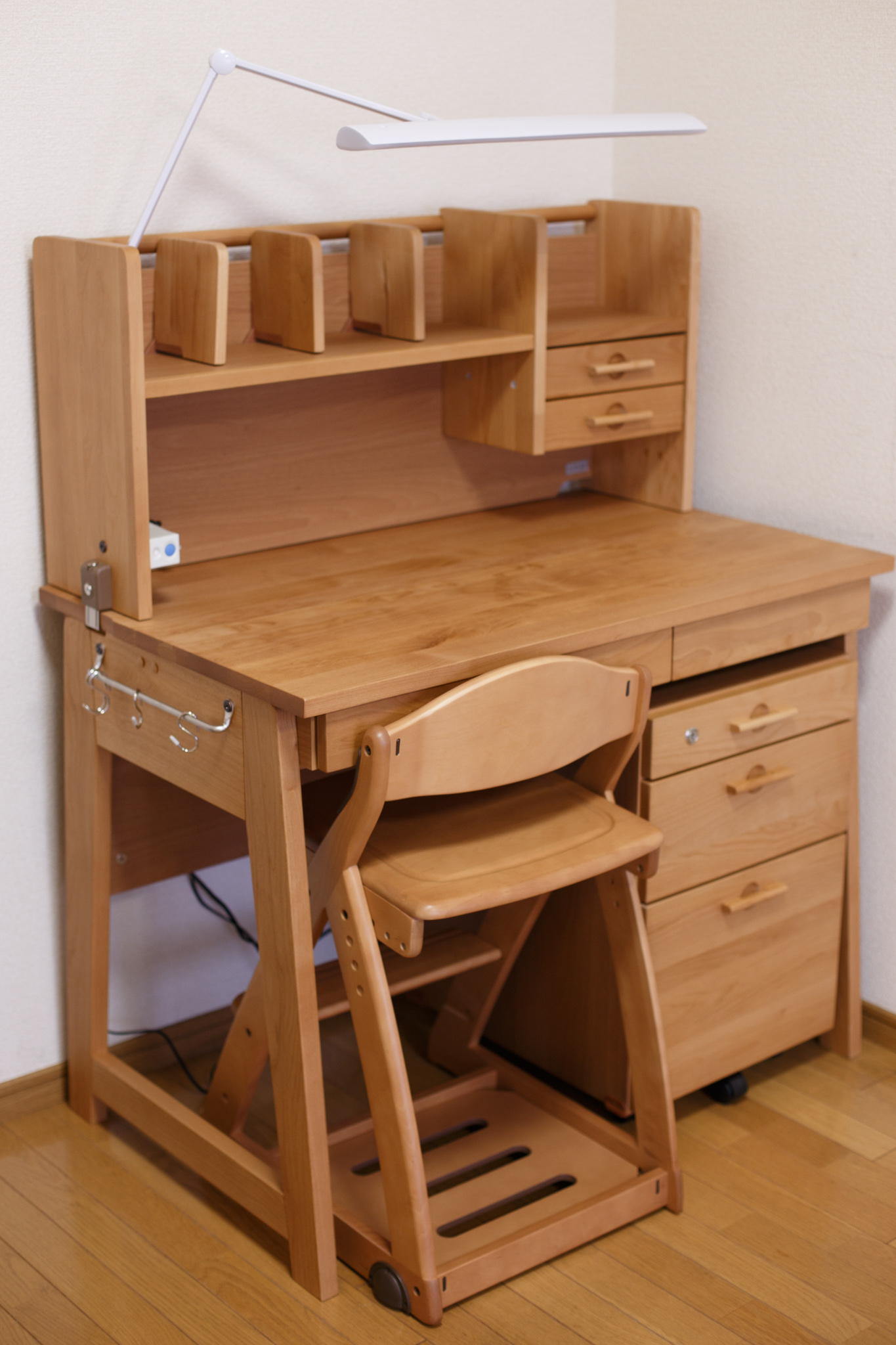
日本稱為學習機的學生桌